# Будзешовиці
Будзешовиці (пол. Budzieszowice, нім. Bauschwitz) — село в Польщі, у гміні Ламбіновиці Ниського повіту Опольського воєводства.
Населення — 350 осіб (2011).

## Демографія
Демографічна структура станом на 31 березня 2011 року:
|          | Загалом | Допрацездатний вік | Працездатний вік | Постпрацездатний вік |
| -------- | ------- | ------------------ | ---------------- | -------------------- |
| Чоловіки | 167     | 48                 | 109              | 10                   |
| Жінки    | 183     | 42                 | 112              | 29                   |
| Разом    | 350     | 90                 | 221              | 39                   |